# Antonio Palafox
Antonio Palafox (Guadalajara, 28 de abril de 1936) é um ex-tenista mexicano. Foi campeão de dois Grand Slam em duplas. 

## Grand Slam Finais

### Duplas: 4 finais (2 títulos e 2 vices)
| Posição | Ano  | Campeonato                  | Piso  | Parceiro     | Oponentes                         | Placar                    |
| Vice    | 1961 | U.S. National Championships | Grama | Rafael Osuna | Chuck McKinley Dennis Ralston     | 3–6, 4–6, 6–2, 11–13      |
| Campeão | 1962 | U.S. National Championships | Grama | Rafael Osuna | Chuck McKinley Dennis Ralston     | 6–4, 10–12, 1–6, 9–7, 6–3 |
| Campeão | 1963 | Wimbledon                   | Grama | Rafael Osuna | Jean-Claude Barclay Pierre Darmon | 4–6, 6–2, 6–2, 6–2        |
| Vice    | 1963 | U.S. National Championships | Grama | Rafael Osuna | Chuck McKinley Dennis Ralston     | 7–9, 6–4, 7–5, 3–6, 9–11  |

### Duplas Mistas: 1 final (1 vice)
| Posição | Ano  | Campeonato                  | Piso  | Parceira           | Oponentes                            | Placar   |
| Vice    | 1960 | U.S. National Championships | Grama | Maria Esther Bueno | Neale Fraser Margaret Osborne duPont | 3–6, 2–6 |

## Jogos Pan-Americanos

### Duplas: 1 medalha (1 ouro)
| Posição | Ano  | Local   | Parceiro        | Oponentes                        | Placar             |
| Ouro    | 1959 | Chicago | Gustavo Palafox | Francisco Contreras Mario Llamas | 3–6, 9–7, 6–3, 6–2 |